# Herminia tetropis
Herminia tetropis är en fjärilsart som beskrevs av George Francis Hampson. Herminia tetropis ingår i släktet Herminia och familjen nattflyn. Inga underarter finns listade i Catalogue of Life.